# 北飯能信号場
北飯能信号場（きたはんのうしんごうじょう）は、埼玉県飯能市にある西武鉄道池袋線の信号場。

## 概説
池袋線は飯能駅から吾野駅方面は単線であるが、当信号場から武蔵丘信号場までの区間は複線となっている。
もともとこの区間も単線であったが、飯能駅 - 武蔵丘信号場間では武蔵丘車両基地へ出入庫する回送列車（2016年より東急電鉄所属車両の回送列車も設定されている）の運転本数が多く、回送列車と営業列車が支障なく運転できるようにする必要が生じた。そこで当信号場を設置し、武蔵丘信号場との間を複線とした。
上り線側に安全側線が設置されている。

## 歴史
1996年（平成8年）10月31日：稼動・使用開始。

## 配線図
| ← 飯能 方面 | 北飯能信号場・武蔵丘信号場間 構内配線略図 | → 吾野 方面 |
| 凡例 出典:  |                                           |             |

## 隣の駅
西武鉄道
 池袋線
東飯能駅 (SI27) - （北飯能信号場） - （武蔵丘信号場） - 高麗駅 (SI28)